# Crise timorense de 2006
A crise timorense de 2006 iniciou como um conflito entre elementos do exército de Timor-Leste contra discriminações no seio militar, e se expandiu para uma violência geral por todo o país centrada na capital Díli. A crise desencadeou uma intervenção militar de outros países e levou à renúncia do primeiro-ministro Mari Alkatiri.

## Antecedentes
A crise surgiu de uma disputa dentro do Exército de Timor-Leste (FDTL), quando soldados do oeste do país reclamaram de que estavam sendo discriminados em favor de soldados do leste. Os do leste (em tétum, Lorosae) compunham a maior parte da Falintil, o movimento de guerrilha que resistiu à autoridade indonésia, e que, em troca, após a independência em 2002, passou a formar a maioria da FDTL. Em contraste, os “Loromonu” (palavra em tétum que significa “ocidentais”) tiveram menos destaque na resistência, e foram menos favorecidos estrutura militar. Também houve tensões entre as forças militares e a polícia, composta principalmente de “Loromonu” e até mesmo por ex-membros do exército indonésio.

Localização de Timor-Leste.

Em 8 de fevereiro de 2006, 404 soldados, de um contingente regular de cerca de 1500, saíram de seus acampamentos, acompanhados por outros 177 a 25 de fevereiro. Os soldados receberam ordens de retornar em março, porém a recusaram, e ficaram sem receber pagamento. Os soldados posteriormente receberam a adesão de alguns membros da força policial, e foram inicialmente liderados pelo tenente Gastão Salsinha.
O ministro das Relações Exteriores do país, José Ramos-Horta, anunciou no início de abril que um painel seria estabelecido para ouvir as queixas dos ex-soldados, porém acrescentou que   "eles não vão ser todos reincorporados ao exército, exceto com uma verificação caso a caso na qual estabeleceremos as responsabilidades de cada indivíduo em todo este incidente".

## Violência

Mapa de Díli e cercanias.

A 24 de abril os ex-soldados e seus apoiantes civis, principalmente jovens desempregados, marcharam pelas ruas da capital Díli em protesto. A marcha inicialmente pacífica tornou-se violenta quando os soldados atacaram um mercado administrado por pessoas originárias do leste do país. Os protestos continuaram por vários dias, até que a 28 de abril os ex-soldados confrontaram-se com as forças da FDTL, que atiraram na multidão. A violência resultante deixou 5 mortos, mais de 100 prédios destruídos, e cerca de 21.000 moradores de Díli deixaram a cidade.
A 4 de maio, o major Alfredo Reinado, junto com 20 policiais militares de um pelotão sob seu comando, assim como 4 integrantes da polícia antimotim desertaram e se juntaram às forças rebeldes, levando com eles dois caminhões cheios de armas e de munição. Após se juntar aos soldados, Reinado instalou sua base na cidade de Aileu nas montanhas ao sudoeste de Díli.  Ali ele e a polícia do exército guardavam a estrada que levava às montanhas.
Na noite de 5 de maio, os ex-soldados sob a liderança de Salsinha escreveram uma declaração pedindo ao presidente Xanana Gusmão para demitir o primeiro-ministro Mari Alkatiri e abolir as FDTL em 48 horas. Quando Gusmão contatou Salsinha na manhã daquele dia numa tentativa de evitar a divulgação da declaração, Salsinha disse-lhe que era "tarde demais".
Os soldados rebeldes permaneceram nas montanhas próximo à capital, onde eles travaram combates esporádicos contra as Forças de Defesa de Timor-Leste (FDTL) durante várias semanas seguidas. Gangues violentas também atacavam nas ruas de Díli, queimando casas e carros. Os civis que fugiram de Díli abrigaram-se em barracas próximas à cidade ou em igrejas na periferia da capital. Um único convento católico fornecia ajuda da Cruz Vermelha a cerca de 7000 pessoas.
Em 8 de maio um policial foi morto quando um grupo de 1000 pessoas cercou um complexo governamental, o escritório de uma secretaria regional de estado, numa vila próxima a Díli.  A 9 de maio, o primeiro-ministro Mari Alkatiri descreveu a violência que se iniciara no dia 28 de abril como um golpe, “com o objetivo de bloquear as instituições democráticas impedindo-as de funcionar, de modo que a única solução fosse a dissolução do parlamento nacional pelo presidente… o que provocaria a queda do governo." Entretanto a 10 de maio Alkatiri anunciou que autoridades do governo mantiveram negociações com os soldados rebeldes, nas quais foi acertado que os rebeldes  receberiam um subsídio igual ao seu salário militar anterior para assistir suas famílias.
As forças de paz da ONU deixaram Timor-Leste em 20 de maio de 2005, e o pessoal administrativo e os policiais lotados no Escritório da ONU em Timor-Leste (UNOTIL) tinham saída marcada para 20 de maio de 2006, mas no dia 11 de maio a data limite de sua retirada foi estendida pelo menos até junho. A decisão veio junto com o pedido do Ministro de Relações Exteriores José Ramos-Horta para que o Alto Comissariado das Nações Unidas para os Direitos Humanos investigasse alegações de violações de direitos humanos pela polícia de Timor-Leste, tal como alegado pela Human Rights Watch e pelo Departamento de Estado dos EUA. A 12 de maio o primeiro-ministro da Austrália John Howard anunciou que, embora não tivesse havido solicitação formal por parte do governo de Timor-Leste, as forças australianas estavam de prontidão para fornecer assistência, com os transportadores anfíbios HMAS Kanimbla e HMAS Manoora já se deslocando para o norte em preparativos.
A escalada de violência aumentou em maio, quando um soldado das FDTL foi morto e 5 outros feridos numa escaramuça no dia 23. O ministro de relações exteriores Ramos-Horta enviou um pedido oficial de ajuda militar a 24 de maio aos governos da Austrália, Nova Zelândia, Malásia e Portugal. A 25 de maio, quando as primeiras tropas internacionais estavam chegando, alguns soldados renegados deslocavam-se para Díli e engajavam-se em combates pesados contra as forças policiais e da FDTL, resultando possivelmente em 20 mortos.

## Intervenção
Operação Astute é a resposta militar internacional à crise. Liderada pelas Forças de Defesa Australianas e comandada pelo brigadeiro Michael Slater da 3ª Brigada Australiana, a operação envolve forças de quatro países.

### Austrália

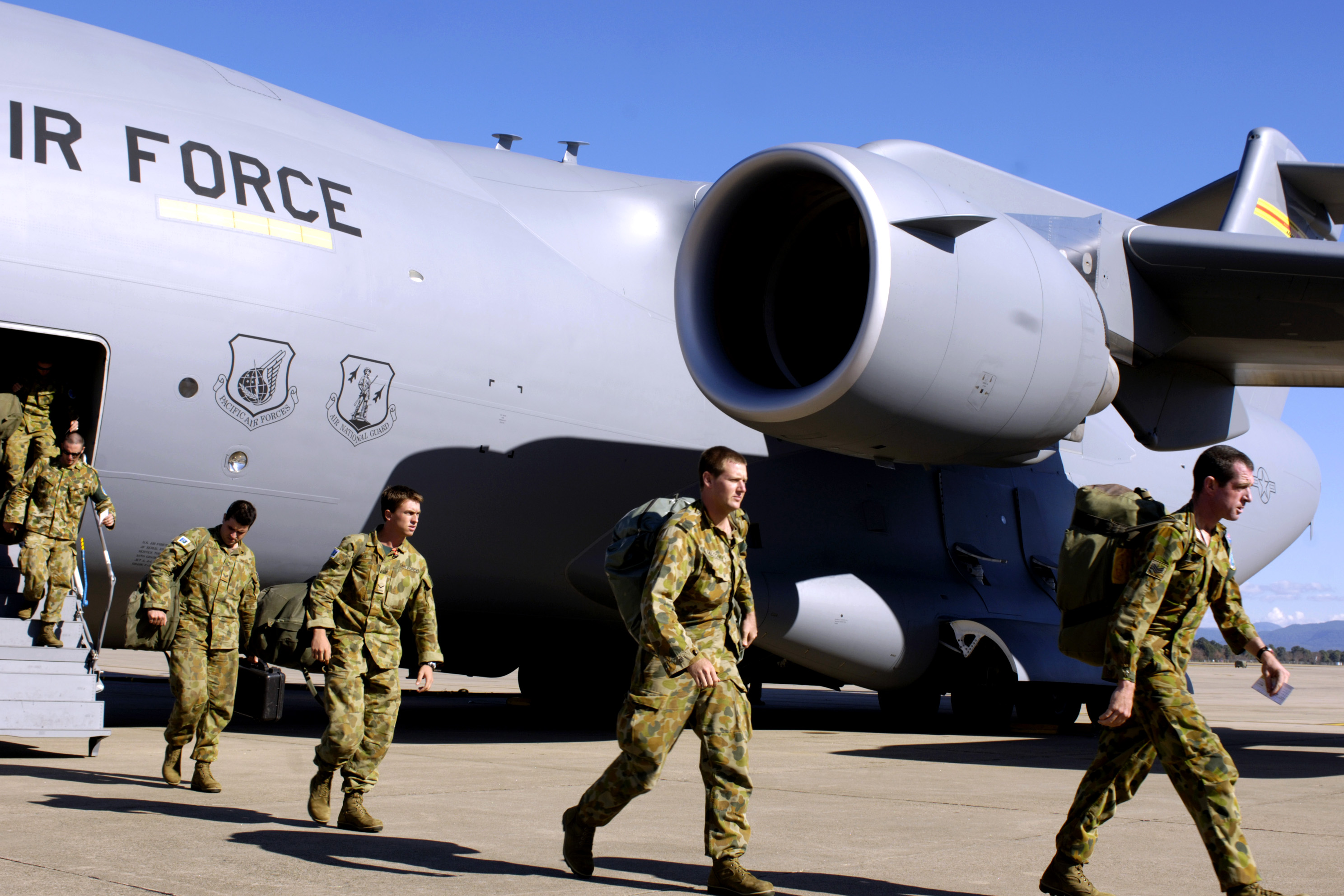
Forças de Defesa Australianas.

O Primeiro-ministro em exercício da Austrália, Peter Costello, anunciou em 24 de maio que as forças australianas seriam dispostas em Timor-Leste, com a composição do efetivo e os termos da participação sendo acertados nos próximos dias. A Austrália inicialmente ofereceu entre 1000 e 1300 soldados de infantaria, três navios de guerra (o HMAS Manoora e o HMAS Kanimbla, que já estavam fundeados próximo ao país, e ainda o  HMAS Tobruk) junto com outros equipamentos de apoio.
Na tarde de 25 de maio, 4 helicópteros UH-60 Black Hawk e um avião C-130 Hercules pousaram no aeroporto de Díli com a primeira leva de forças australianas. Em 26 de maio esperava-se que todas as forças australianas tivessem chegado a Timor-Leste até o dia seguinte, um dia antes do prazo inicialmente esperado.
A disposição de tropas em Timor-Leste coincidiu com a retirada de cerca de 260 dos 400 soldados australianos enviados às Ilhas Salomão. Os 140 restantes seriam apoiados por tropas da Nova Zelândia e de Fiji. No entanto, o ministro da defesa Brendan Nelson disse que o envio de tropas em Timor-Leste não significava estender a permanência da Força de Defesa Australiana, declarando "nós temos muito mais cartas na manga".

### Malásia
A Malásia respondeu enviando tropas, inicialmente 219 paraquedistas e soldados da 10ª Brigada sediada em Terendak, Málaca, e uma unidade das forças especiais de Mersing Camp, em Johor, comandada pelo Coronel Ismeth Nayan Ismail. Este grupo era parte dos 275 militares e 200 policiais que foram postos em alerta de possível mobilização. A Malásia planejara enviar um total de 500 pessoas anteriormente. Por volta de 23 de junho, já havia 333 malaios, tanto da polícia quanto das forças militares estacionados em Díli.
Dois navios da marinha da Malásia — KD Mahawangsa e KD Inderasakti — transportaram os equipamentos para as tropas malaias, incluindo blindados, para Díli. Os dois navios chegaram em Díli a 3 de junho. As tropas receberam noções básicas da língua tétum, falada pela população do país, para se apresentarem como forças de paz.
Ao chegarem, as forças malaias ficaram encarregadas de proteger embaixadas, o porto, centrais elétricas, depósitos de petróleo e hospitais em Timor-Leste. A segurança das missões diplomáticas recebeu prioridade. Pouco antes, o presidente Xanana Gusmão pediu à Malásia para patrulhar a fronteira entre Timor-Leste e a Indonésia, para impedir que civis deixassem o país. A Malásia entretanto recusou-se a fazê-lo.
Em meados de junho, a Malásia anunciou um plano de envio de 250 policiais para Timor-Leste. A polícia malaia treinara previamente a polícia local durante quatro anos. De acordo com a rádio e televisão malaia, a força policial de 250 homens partiria para Timor-Leste no final de junho.

### Nova Zelândia
A 25 de maio de 2006, a primeira-ministra neozelandesa Helen Clark pediu mais informações, antes de enviar forças, sobre qual o tipo de apoio que Timor-Leste precisaria da Nova Zelândia. Ela disse que "é muito importante não entrar no que é, em alguns aspectos, uma disputa de facções, para tomar um partido", e que "é também importante ter em mente que o Conselho de Segurança das Nações Unidas também está fazendo consultas."
A 26 de maio a Nova Zelândia enviou 42 soldados, com um segundo contingente de 120 deixando Christchurch a 27 de maio, em direção a Townsville, Queensland antes de seguir para Timor-Leste. A primeira-ministra disse que as forças seriam desembarcadas quando o comando australiano necessitasse.

### Portugal
O ministro dos negócios estrangeiros (de 'relações exteriores' na designação brasileira) de Portugal, Freitas do Amaral, anunciou a 24 de maio um envio inicial de 120 guardas republicanos. Eles se juntariam a um grupo de 8 altos-oficiais do Grupo Especial de Operações da Polícia Nacional Portuguesa. A Força Aérea Portuguesa iniciara a evacuação de mais 600 cidadãos portugueses residentes em Timor.
O presidente Cavaco Silva, assim como o primeiro-ministro José Sócrates pediram o fim da violência. Num encontro de ministros de relações exteriores da União Europeia, o ministro Freitas do Amaral posteriormente pediu aos outros membros da UE que denunciassem as ações violentas dos rebeldes.

### ONU e outros organismos
Em 25 de maio a UNOTIL abriu um campo de refugiados fora de Díli que poderia abrigar até 1000 pessoas. Entretanto, a 27 de maio à medida que a violência aumentava, a ONU anunciava que ela pretendia retirar a maioria de seu pessoal do país.
O executivo chefe da World Vision australiana, reverendo Tim Costello, anunciou em 27 de maio que ele viajaria a Díli para tomar conhecimento da situação, de modo a ajudar civis deslocados. Ele também expressou preocupação com a notícia de que um trabalhador da  World Vision tinha sido morto.

## Violência continuada

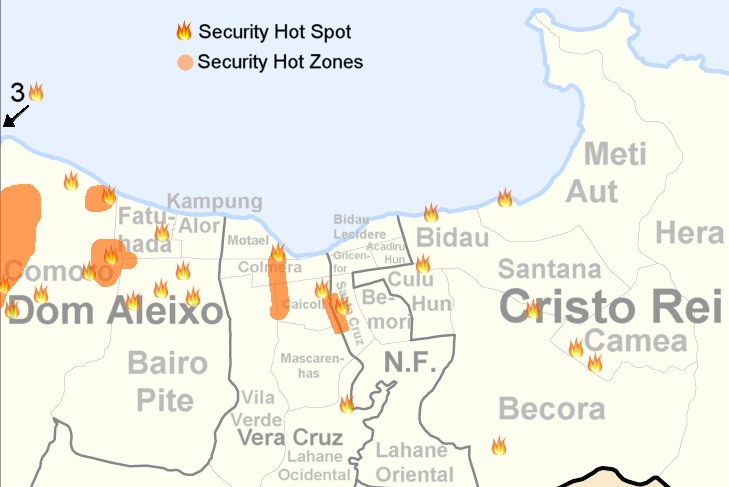
"Security Hot Zones" e "Hot Spots in Dili", 24 de outubro de 2006.

Apesar das expectativas de que a presença de tropas internacionais fosse amainar os distúrbios, a violência continuou em toda a cidade de Díli e em outras partes de Timor-Leste.
Em 27 de maio, gangues de diversas partes do país lutaram nas ruas de Díli, destruindo automóveis e casas e lutando com facas, catanas e atiradeiras, deixando pelo menos 3 timorenses mortos. Os moradores de Díli continuavam a deixar a cidade, tendo alguns buscado refúgio na embaixada australiana e outros ido para o aeroporto. Um oficial da ONU demonstrou preocupações pelo fato de o conflito localizado inicialmente no seio militar estar se espalhando e se tornando um conflito regional entre a população civil, dizendo “(atualmente) é um acerto de contas entre grupos diferentes." Da mesma forma, um padre católico descreveu a violência das ruas como "...leste contra oeste, soldados contra soldados, polícia contra soldados, todos contra todos... É uma loucura total."
A imprensa foi alvo pela primeira vez quando um veículo com dois repórteres e um fotógrafo da AFP a bordo, e ainda um fotógrafo da AP foi atacado após um indivíduo do leste ter aberto caminho até o veículo e um outro ter pulado no teto quando tentava fugir da perseguição de uma multidão de ocidentais.
Tropas australianas foram atacadas quando tentavam impedir a aproximação de gangues, e buscavam ajudar civis a escapar em segurança por entre vielas em sua retaguarda. Os australianos não atiraram, ao invés disso desencorajaram as gangues avançando contra elas e “gritando ordens e ameaças". Os civis socorridos foram então enviados a um abrigo da ONU nas proximidades. O major que comandava as tropas disse que as gangues estavam usando telefones celulares para coordenarem seus ataques, mas os ataques deveriam cessar quando mais tropas internacionais chegassem e completassem a segurança da cidade.
Em 29 de maio, o brigadeiro Slater encontrou-se com líderes militares e civis em Timor-Leste e garantiu o retorno dos soldados da FDTL aos seus acampamentos. O ministro da defesa australiano, Brendan Nelson, também disse que as autoridades timorenses deveriam ampliar as regras da participação das forças internacionais, para dar a elas poder de polícia a fim de combaterem as gangues, dizendo que “está claro que é preciso ter liderança política, na medida em que o policiamento é uma preocupação... o que precisamos é de uma estratégia de policiamento em Díli." Ainda em 29 de maio, o primeiro-ministro australiano John Howard rejeitou críticas de que as tropas australianas não tinham devolvido a segurança a Díli com a rapidez necessária, dizendo que a crise era possivelmente mais perigosa que a violência que se seguiu à independência da Indonésia em 1999, e que "não dá para ter uma situação no mundo, e particularmente na nossa região, em que se diz que a Austrália deve respeitar a independência de um país e que não deve bancar a valente intervindo ou mostrando sua opinião sobre uma situação, mas quando algo sai errado a Austrália é criticada por não ter, aspas, feito antes uma intervenção."

### Reunião do Conselho de Estado
Durante 29 e 30 de maio, o presidente Xanana Gusmão conversou sobre a crise com o Conselho de Estado, um grupo de conselheiros composto por líderes da comunidade. A reunião do Conselho, que tem o poder de autorizar o presidente a destituir o parlamento, foi o primeiro encontro entre Gusmão e Mari Alkatiri após a escalada de violência da semana anterior. A reunião teve também a presença do ministro de Relações Exteriores Ramos-Horta (levando à especulação de que Ramos-Horta poderia temporariamente ser indicado primeiro-ministro se Alkatiri fosse destituído), o bispo de Díli, o representante da UNOTIL, Sukehiro Hasegawa, e Ian Martin, representante pessoal do secretário-geral da ONU Kofi Annan, que fora anteriormente o representante da ONU em Timor-Leste na época do referendum de 1999 pela independência. Gusmão saiu da reunião na tarde de 29 de maio para pedir à multidão do lado de fora, composta de apoiadores seus e de Ramos-Horta e opositores de Alkatiri, a deporem suas armas e voltarem para casa, dizendo "Se vocês do leste e do oeste confiarem em mim, abracem-se em suas casas, acalmem-se e ajudem os outros a acalmarem-se".
No dia 30 de maio, após a reunião do Conselho e após um encontro de emergência com seu gabinete, Gusmão anunciou que estava declarando estado de emergência com a duração de 30 dias, durante os quais ele, na condição de comandante-em-chefe, concentraria o comando das forças militares e policiais e pessoalmente coordenaria o trabalho com as forças internacionais, e que, no intuito de combater a violência das gangues, tanto as forças internas quanto estrangeiras receberiam poder de polícia. Houve alguma especulação de que o Conselho aconselhara Gusmão a dissolver o Parlamento e destituir o primeiro-ministro Alkatiri, however under the emergency arrangements Alkatiri would remain in office, albeit with reduced authority. Gusmão disse que estava assumindo responsabilidade pessoal tanto pelos militares como pela polícia com o intuito de "evitar violência e impedir mais fatalidades". Gusmão disse que a decisão de assumir controle foi tomada "em colaboração próxima" com Alkatiri, apesar de alguns membros do governo, incluindo o ministro Ramos-Horta, atribuírem parte da acusação pela crise diretamente a Alkatiri.
A 1 de junho, Gusmão visitou um campo de refugiados próximo do QG da ONU, dizendo às pessoas "o melhor que vocês podem fazer é voltar para casa", e pedindo-as para não resolverem questões de segurança pelas próprias mãos. No mesmo dia, o ministro do Interior Rogério Lobato e o ministro da Defesa Roque Rodriguez renunciaram. Lobato pôs a culpa da crise em opositores do governo que optaram pela violência ao invés dos meios políticos. O ministro Ramos-Horta em seguida assumiu o Ministério da Defesa, enquanto o ministro de relações exteriores da Malásia, Syed Hamid Albar, pedia a Ramos-Horta uma ação firme e urgente em seu novo posto no interesse de alcançar estabilidade política, ao mesmo tempo em que enfatizava que a ONU devia estar preparada para assumir um papel maior.

### Agitação civil em Díli
Na noite de 31 de maio, gangues na capital Díli queimaram um mercado e várias casas em incêndios criminosos.
Em 2 de junho, uma multidão de aproximadamente 1000 pessoas, que esperara durante várias horas em vão por alimentos saqueou um depósito do governo em Díli, levando computadores, móveis e outros suprimentos para trocá-los por comida. Os soldados australianos que estavam no armazém foram incapazes de impedir os saques devido à falta de poder de polícia, e apesar de terem convocado policiais portugueses, o armazém ficou praticamente vazio. No mesmo dia, uma multidão de 500 a 600 pessoas protestou novamente do lado de fora da sede do governo pedindo a renúncia do primeiro-ministro Mari Alkatiri. Um grupo de policiais timorenses que chegou para enfrentar o protesto foi barrado por tropas autralianas, que confiscou suas únicas armas, várias latas de spray de pimenta, como parte de uma política de remover as armas das ruas.
Enquanto isto, ainda em 2 de junho, o comandante das forças australianas, brigadeiro Slater encontrou-se com o líder rebelde major Reinado, ei sua base em Aileu, acima de Díli. Reinado reiterou seus apelos ao primeiro-ministro Alkatiri para que renunciasse, porém este rejeitou os pedidos. Ao invés disso, disse que todas as “forças irregulares” deveriam depor suas armas. Em entrevistas, Slater disse que ele não pedira a Reinado para render-se ou participar em negociações, pois a situação ainda não era favorável a discussões, pois nem todos os grupos estavam prontos a participar. Slater disse que parte da violência parecia ser coordenada, e que ele estava cooperando com os militares, com a polícia, com o governo e com Reinado numa tentativa de encontrar os que estavam planejando atos de violência.
Nas noites de 2 e 3 de junho, os saques e a violência das gangues destruiu mais uma dezena de casas em Díli, e forçou a interdição temporária da principal estrada entre Díli e o aeroporto a oeste da cidade, onde as forças internacionais tinham sua base, apesar das forças australianas e malaias rapidamente ocuparem a estrada.
Durante os dias que se seguiram, a violência continuou a ocorrer no subúrbio de Comoro, a área a oeste da cidade em volta da estrada que serve o aeroporto (também conhecido como Aeroporto de Comoro) onde muitos grupos tanto do leste quanto do oeste do país residiam. A 5 de junho, gangues rivais, com mais de cem membros cada, confrontaram-se nas ruas armados de lanças, catanas e atiradeiras, antes de serem separadas por tropas australianas. Entretanto, ao mesmo tempo no centro de Díli os distúrbios cessavam, com a reabertura das áreas comerciais e alguns prédios e lojas sendo reparados.

### Protestos, alegações e investigações
Em 6 de junho, um comboio de manifestantes anti-Alkatiri do oeste do país deslocou-se para Díli através do subúrbio ocidental de Comoro em direção ao Parlamento Nacional de Timor-Leste e aos edifícios do governo no centro da cidade. O comboio consistia de pelo menos trinta caminhões, seguidos por ônibus e motocicletas, e era acompanhado por forças autralianas e malaias em veículos de transporte militar, e por um helicóptero UH-60 Black Hawk. Entretanto, havia pouca ou nenhuma violência acompanhando o comboio, fora algumas pedras atiradas quando este atravessava Comoro, indicando o nível de apoio do protesto, o qual um repórter descreveu como “uma impressionante demonstração da força popular". Num acordo proposto pelo ministro Ramos-Horta para assegurar um protesto pacífico, o comboio, consistindo de umas 2 500 pessoas, reuniu-se em Tibar do lado de fora do posto de fiscalização malaio a oeste do aeroporto, onde entregaram suas armas antes de prosseguirem rumo a Díli.
A multidão clamava pela renúncia do primeiro-ministro Mari Alkatiri, e ao mesmo tempo demonstrava apoio a Xanana Gusmão. Gusmão posteriormente discursou para a multidão de dentro de um carro aberto do lado de fora de seu escritário, dizendo “Deixem-me trazer a paz para Timor-Leste e nós resolveremos as outras questões." Testemunhas disseram que o viram chorar algumas vezes, e dizer "A prioridade agora é parar com a queima de pessoas e com os tiroteios." O comboio completou uma volta em torno do centro da cidade, antes de pacificamente se dispersar.
A 7 de junho, Alkatiri concordou com uma investigação da ONU sobre as acusações de que ele era o responsável por vários incidentes em abril e maio que foram o estopim da crise. O representante da UNOTIL (escritório da ONU em Timor-Leste), Sukehiro Hasegawa, tendo se encontrado separadamente com Alkatiri e com líderes rebeldes, incluindo Tarak Palasinyar e Reinado, disse que Alkatiri "concordava com a condução de investigações... Ele é muito transparente. Ele insiste que a verdade deve ser conhecida sobre o que aconteceu." Enquanto isto, o ministro da defesa australiano Brendan Nelson disse que o sistema judicial de Timor-Leste começava a lidar com sucesso com o problema das gangues violentas de rua, dizendo que "Estamos detendo pessoas, levando-as diante de um magistrado e, quando são consideradas culpadas são, então, presas."
Em 8 de junho, surgiram rumores de que o ex-ministro do Interior e aliado de Alkatiri, Rogério Lobato (que renunciara uma semana antes), agindo sob ordens de Alkatiri, recrutara e armara uma milícia civil para “eliminar” oponentes de Alkatiri. O grupo consistiria de cerca de 30 civis, e dizia-se que estavam armados com "18 rifles de assalto, 6 000 peças [''sic''] de munição, dois veículos e  uniformes." O líder do grupo, Vicente Railos, conhecido como Comandante Railos, disse que eles tinham instrução de matar todos os soldados rebeldes, porém após perderem cinco integrantes num combate armado em Díli, constatou "que o custo de armar os civis era a carnificina e as mortes para todos os lados" e estava preparado para se render ao presidente Gusmão. Alkatiri ativamente negou os rumores, dizendo que seu governo não armara civis. O ministro Ramos-Horta também disse que ele considerava "muito difícil de acreditar que nosso primeiro-ministro fosse... armar civis".
A 9 de junho, o tenente Gastão Salsinha, líder original dos soldados rebeldes, reiterou as reivindicações do comandante Railos, dizendo que Lobato distribuíra 200 rifles roubados do armamento da polícia para os civis. Ele também afirmara que a 28 de abril, o mesmo dia em que o confronto entre os militares e os soldados rebeldes iniciara a crise, soldados leais a Alkatiri atiraram e mataram 60 civis antes de os enterrar numa vala comum fora de Díli. A ONU anunciou a 12 de junho que ela iniciaria um inquérito sobre a crise, mas que ela não investigaria as alegações contra Lobato e Alkatiri.
Enquanto isto, a violência em Díli parecia amainar, apesar de conflitos esporádicos, à medida que as tropas internacionais de paz continuavam a proteger a cidade. Por volta de  16 de junho, os soldados rebeldes estavam prontos para depor armas, em troca de proteção das forças militares internacionais, após mais de uma semana de negociações. Nos campos de Gleno e Maubisse, rebeldes incluindo Alfredo Reinado entregaram armas, incluindo vários rifles M16, que foram lacrados num contêiner. O brigadeiro Slater expressou dúvidas se todas as armas seriam entregues, mas disse que a presença de forças internacionais em volta das bases rebeldes "lhes permitirão entrar de modo confiante em negociações com presidente e com outros membros do governo."
Em 20 de junho, o procurador-geral de Timor-Leste lançou um mandado de prisão contra Rogério Lobato por armar Vicente Railos e outros civis. Apesar de alguma especulação inicial de que Lobato tivesse deixado o país, em 21 de junho ele estava sob prisão domiciliar em Díli.
A 20 de junho, o Conselho de Segurança das Nações Unidas lançou a 1690, prorrogando o mandato da UNOTIL até 20 de agosto e demonstrando apoio ao esforço de paz internacional existente. Seguiu-se uma controvérsia se o componente militar da próxima missão da ONU ficaria sob comando da Austrália ou da própria ONU, uma vez que o conselho, incapaz de chegar a um acordo, estendera a missão por mais 5 dias a 20 de agosto. Cinco dias depois, o Conselho de Segurança adotou a Resolução 1704 criando a nova Missão Integrada das Nações Unidas em Timor-Leste (UNMIT). Foi permitido à Austrália manter comando sobre a força militar conjunta, apesar de determinado que o secretário-geral e o Conselho de Segurança reveriam esta questão no dia 25 de outubro.

## Resolução

### Troca de liderança
Em 22 de junho, Xanana Gusmão leu um ultimato  em rede nacional de televisão, dizendo que ele renunciaria à presidência no dia seguinte se o primeiro-ministro Mari Alkatiri não renunciasse. Antes ele dissera a Alkatiri que perdera confiança nele, e em sua transmissão disse que "A Fretilin tem que escolher entre pedir a Mari Alkatiri para assumir responsabilidade pela grande crise, pelos sacrifícios do Estado, da lei e da democracia." O anúncio seguiu-se às notícias do dia anterior originárias do gabinete de Alkatiri dando conta de que ele pretendia deixar o papel ativo de primeiro-ministro na manhã do dia 22 de junho. As notícias indicavam que um plano tinha sido elaborado para que Alkatiri permanecesse oficialmente como primeiro-ministro por mais um mês, mas que dois vice-primeiros-ministros seriam indicados e governariam de fato em seu lugar.
Após a transmissão do pronunciamento de Gusmão, milhares de seus apoiantes iniciaram protestos nas ruas de Díli, implorando que ele não renunciasse, com duas ou três mil  pessoas reunidas na tarde de 23 de junho. Gusmão não chegou de fato a renunciar naquele dia, e de fato anunciou aos manifestantes que ele cumpriria seus compromissos constitucionais, aparentemente indicando que ele não renunciaria. Alkatiri disse que ele renunciaria apenas se o seu partido, a Fretilin desejasse isso, e a 25 de junho, uma renunião de líderes da Fretilin confirmou o status de Alkatiri como primeiro-ministro. Em resposta, o ministro de Relações Exteriores e da Defesa, José Ramos-Horta, renunciou ao cargo, “porque o governo não estava funcionando como tinha que estar", de acordo com seu porta-voz.
No dia seguinte, 26 de junho pelo menos oito ministros já ameaçavam renunciar e Ramos-Horta iniciava uma  'entrevista coletiva' (a que os timorenses chamam 'conferência de imprensa') discutindo sua renúncia, quando recebeu um telefonema. Após o qual comunicou aos jornalistas «Por favor, estamos cancelando nossa entrevista coletiva porque neste momento ela se tornou já irrelevante. Vocês estão convidados a ir à residência do primeiro-ministro. Ele quer fazer um anúncio.» " Ali, Alkatiri anunciava sua renúncia, dizendo:

"Tendo refletido profundamente sobre a presente situação que prevalece no país, e considerando que acima de todos os interesses está o interesse da nação, assumindo a minha própria cota de responsabilidade pela crise que afeta nosso país, determinado a não contribuir para qualquer aprofundamento da crise, refletindo sobre a situação que prevalece em nosso país, reconhecendo que o povo de Timor-Leste merece viver em paz e tranquilidade, acreditando que todos os militantes e simpatizantes da Fretilin entenderão e apoiarão este ponto de vista, eu declaro e estou pronto a renunciar ao meu cargo de primeiro-ministro do governo da RDTL, para assim evitar a renúncia de Sua Excelência, o presidente da República."

Após o anúncio, multidões nas ruas de Díli começaram a celebrar ao invés de protestar. O primeiro-ministro australiano John Howard disse que ele estava satisfeito com a renúncia, desde que ela fosse "parte do processo de enfrentar a dificuldade e resolver o impasse".
Em 27 de junho, Alkatiri recebeu uma citação judicial para comparecer num tribunal  a fim de apresentar evidências às acusações de que Rogério Lobato armara um grupo de civis. Os promotores sugeriram que Alkatiri também pode ser processado conforme o papel que teve nesta situação.
Em seguida à renúncia de Alkatiri, Ramos-Horta retirou sua renúncia para disputar o cargo de primeiro-ministro, e foi indicado primeiro-ministro em 8 de julho de 2006 pelo presidente Xanana Gusmão.

## Consequências
A crise teve um impacto no cenário político de Timor-Leste. A 11 de maio de 2006, o ministro de Relações Exteriores Ramos-Horta sugeriu que Fernando Lasama, líder do Partido Democrático de Timor-Leste, tinha incitado a rebelião. Ele também alertou outros partidos para não explorarem a violência e a rebelião com fins eleitoreiros, chamando “todos os partidos a tomarem conhecimento de que aqueles que desejam disseminar a desunião, amedrontar ou ameaçar o povo não serão escolhidos pelo povo [nas eleições de 2007]."
Em agosto de 2006 as tropas já tinham se retirados de alguns pontos do país e o líder dos rebeldes, Alfredo Reinado, conseguiu escapar da prisão de Becora, em Díli.